# Sincronicidad como principio de conexiones acausales
Sincronicidad como principio de conexiones acausales (en alemán Synchronizität als ein Prinzip akausaler Zusammenhänge) es una obra de Carl Gustav Jung publicada en 1952 ahondando en el fenómeno de la sincronicidad.
Fue publicado junto con una monografía de Wolfgang Pauli, «La influencia de las ideas arquetípicas en las teorías científicas de Kepler», en Interpretación de la naturaleza y la psique (Estudios del C. G. Jung-Institut IV), Rascher, Zúrich, 1952.
Un segundo trabajo ligado con el primero es Sobre sincronicidad, conferencia pronunciada en los Encuentros Eranos en Ascona y publicada en el Eranos-jahrbuch 1951, Rhein-Verlag, Zúrich, 1952.

## Índice[4]
- Prólogo
- A. Exposición
- B. Un experimento astrológico
- Apéndice
- C. Los precursores de la idea de sincronicidad
- D. Conclusión
- Addenda

## Edición en castellano
- Jung, Carl Gustav (2004/2011). Obra completa de Carl Gustav Jung. Volumen 8. La dinámica de lo inconsciente: 18. Sincronicidad como principio de conexiones acausales (1952). 19. Sobre sincronicidad (1952) (2ª edición). Madrid: Editorial Trotta. ISBN 978-84-8164-586-6/ ISBN 978-84-8164-587-3.

- Datos: Q15693988
- Multimedia: Synchronicity / Q15693988